# 蓬泰罗
蓬泰罗（法語：Ponteyraud，法語發音：[pɔ̃teʁo]）是法国多尔多涅省的一个旧市镇，属于佩里格区。2017年，蓬泰罗和相邻的拉热迈合并为新市镇拉热迈-蓬泰罗。

## 地理
蓬泰罗（45°11'36"N, 0°14'32"E）面积4.19 平方千米，位于法国新阿基坦大区多爾多涅省，该省份为法国西南部内陆省份，是法國本土面积第三大的省，大致对应佩里戈尔地区，北起顺时针与夏朗德省、上维埃纳省、科雷兹省、洛特省、洛特-加龙省、吉倫特省和滨海夏朗德省接壤。
与蓬泰罗接壤的市镇（或旧市镇、城区）包括：费斯塔朗、旺克桑、拉热迈、圣樊尚雅尔穆捷。

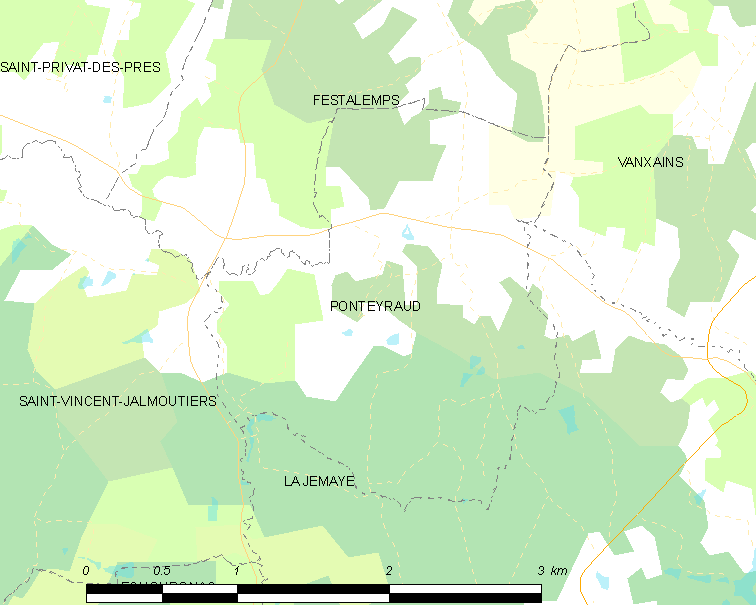
蓬泰罗的OSM定位图

蓬泰罗的时区为UTC+01:00、UTC+02:00（夏令时）。

## 行政
蓬泰罗的邮政编码为24410，INSEE市镇编码为24333。

## 政治
蓬泰罗所属的省级选区为里贝拉克县。

## 人口

1962-2008年间蓬泰罗人口变化图示

蓬泰罗于2018年1月1日时的人口数量为42人。